# Chevsuretis Aragvi
Chevsuretis Aragvi (georgiska: ხევსურეთის არაგვი) är ett vattendrag i Georgien. Det ligger i den östra delen av landet, 80 km norr om huvudstaden Tbilisi.